# Porsche Tennis Grand Prix 2007
Porsche Tennis Grand Prix 2007 — тенісний турнір, що проходив на закритих кортах з твердим покриттям Porsche Arena у Штутгарті (Німеччина). Це був 30-й за ліком Porsche Tennis Grand Prix. Належав до турнірів 2-ї категорії в рамках Туру WTA 2007. Тривав з 1 до 7 жовтня 2007 року. Жустін Енен здобула титул в одиночному розряді.

## Фінальна частина

### Одиночний розряд
Жустін Енен —  Татьяна Головін, 2–6, 6–2, 6–1

### Парний розряд
Квета Пешке /  Ренне Стаббс —  Чжань Юнжань /  Дінара Сафіна, 6–7(5–7), 7–6(7–4), [10–2]